# 毗卢洞石刻造像

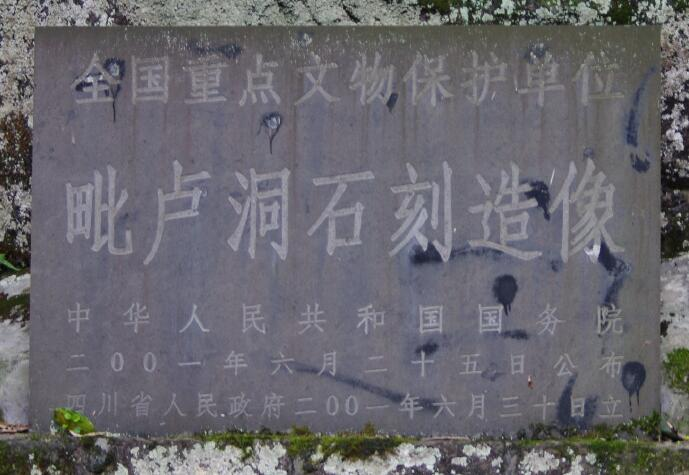
国保碑

毗卢洞石刻造像位于四川省安岳县石羊镇赤云片区油坪村。毗卢洞石刻造像始凿于五代后晋天福年间，宋代为极盛时期，这里是北宋四川佛教密宗的主要道场之一。现有摩崖造像465尊，碑刻题记32处，主要位于毗卢洞、幽居洞、千佛洞和观音堂内。最著名的一尊造像是观音堂内地水月观音，俗称紫竹观音。
1956年8月16日公佈為四川省第一批歷史及革命文物保護單位。洞內刻柳本真十劫修行圖，另有浮雕小像300余。1980年7月7日重新公佈為四川省第一批文物保護單位，2001年6月25日列為第五批全國重點文物保護單位。